# IC 1687
IC 1687 је галаксија у сазвјежђу Рибе која се налази на листи објеката дубоког неба у Индекс каталогу.
Деклинација објекта је + 33° 16' 37" а ректасцензија 1h 23m 19,3s. Привидна величина (магнитуда) објекта IC 1687 износи 13,7 а фотографска магнитуда 14,7. IC 1687 је још познат и под ознакама MCG 5-4-39, CGCG 502-61, near SAO 54647, PGC 5074.